# Stewart F1
Stewart és el nom de l'escuderia britànica de Fórmula 1 fundada el 1997 pel tres vegades campió del món de F1 Jackie Stewart i el seu fill Paul Stewart. L'equip disputar curses a la F1 entre la temporada 1997 i la temporada 1999.
Tenia la seu a Milton Keynes, Gran Bretanya.

## Història
Stewart va debutar al GP d'Austràlia, prova inicial de la temporada 1997 amb els pilots Rubens Barrichello i Jan Magnussen.
A final de la temporada 1999 va vendre l'equip i va passar a ser l'escuderia Jaguar.

## A la F1
- Debut: Gran Premi d'Austràlia del 1997
- Curses disputades: 49
- Victòries: 1 (Gran Premi d'Europa del 1999)
- Pole positions: 1 (Gran Premi de França del 1999)
- Voltes Ràpides: 0
- Punts aconseguits al Camp. Mundial: 47
- Ultima cursa disputada: Gran Premi del Japó del 1999